# Militär-Sanitäts-Orden

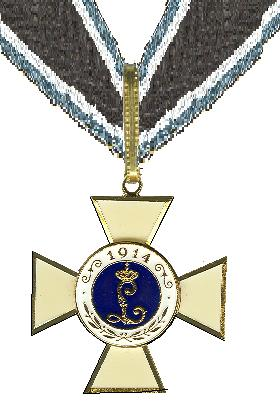
Dekoration der I. Klasse

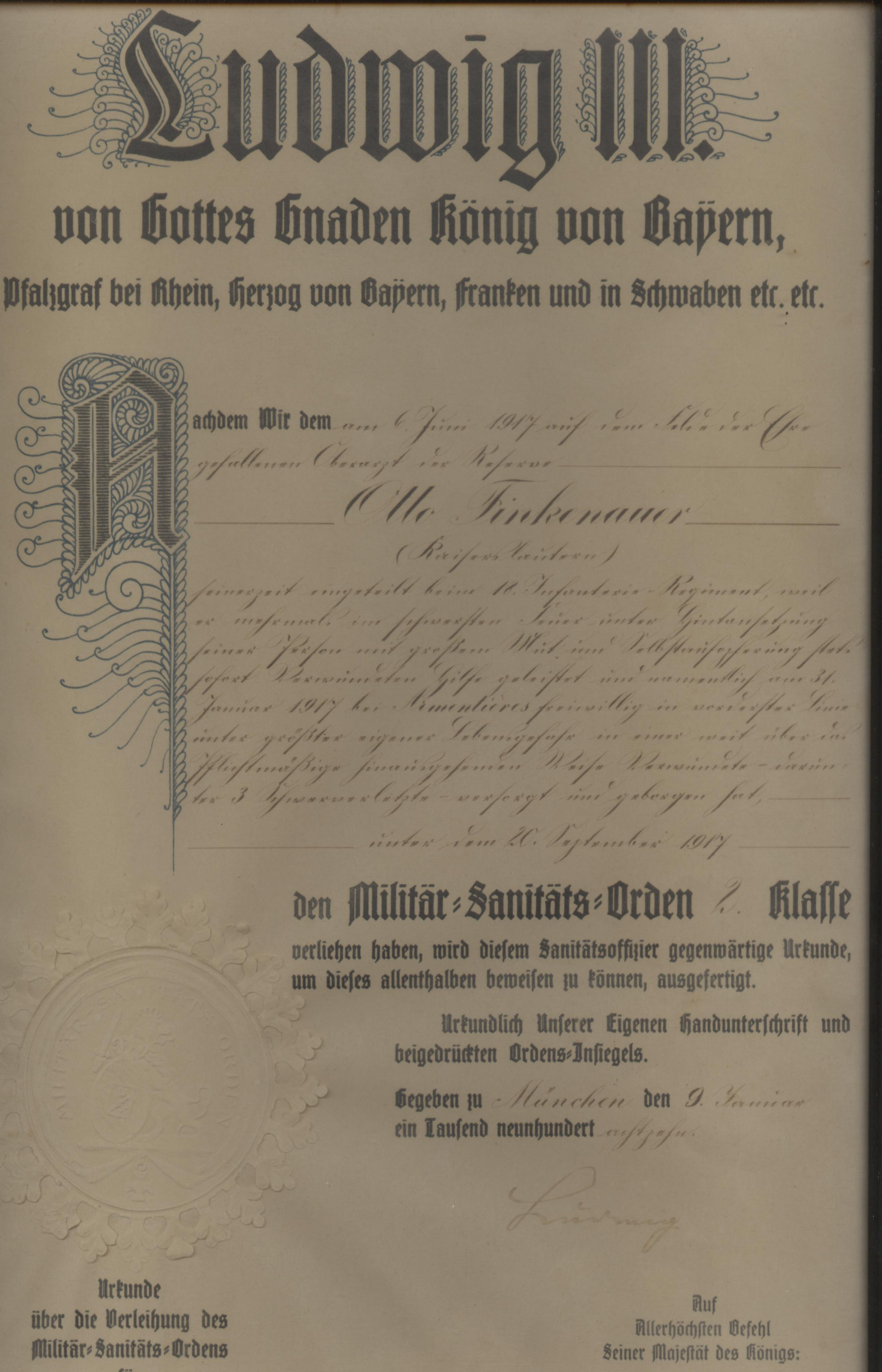
Besitzurkunde zum Militär-Sanitäts-Orden für Otto Finkenauer aus Rockenhausen mit eigenhändiger Unterschrift von König Ludwig III.

Der Militär-Sanitäts-Orden wurde am 16. Oktober 1914 durch König Ludwig III. von Bayern in zwei Klassen gestiftet und war für Sanitätsoffiziere bestimmt, die sich in Kriegszeiten auf dem Schlachtfeld oder in Lazaretten unter Lebensgefahr der Versorgung Verwundeter und Kranker ausgezeichnet haben.

## Geschichte
Im alten Deutschen Heer gab es bis zum Ende der Monarchie 1918 eine Reihe hoher Militärverdienstorden, die ausschließlich herausragende Taten von Offizieren würdigten. Sie wurden von den verschiedenen deutschen Bundesstaaten als ihre jeweils höchste Tapferkeitsdekoration verliehen, waren alle in Form von aufwändig gearbeiteten Kreuzen gehalten, die schon durch ihr Aussehen von den anderen Auszeichnungen abstachen. Eines der bekanntesten Beispiele ist der fast weltweit bekannte preußische Pour le Mérite. Zu diesen höchsten Orden zählten beispielsweise auch der Militär-Karl-Friedrich-Verdienstorden in Baden, der Militär-St.-Heinrichs-Orden in Sachsen, der Militär-Verdienst-Orden in Württemberg und der Militär-Max-Joseph-Orden in Bayern, dessen Träger zusätzlich in den persönlichen Adelsstand eines „Ritter von“ erhoben wurden.
Als letzten dieser ehemaligen höchsten deutschen Tapferkeitsorden stiftete König Ludwig III. von Bayern, am 16. Oktober 1914, den Bayerischen Militär-Sanitäts-Orden. Dieser, ausschließlich für das tapfere Verhalten von Sanitätsoffizieren im vordersten Kampfgebiet gestiftete Orden stellt in mancherlei Hinsicht eine ungewöhnliche Auszeichnung dar. Wegen seiner kurzen Lebensdauer von 1914 bis 1918 ist er außerdem von größter Seltenheit.
Ehrenzeichen zur Würdigung von Verdiensten des Sanitätspersonals und solcher Personen, die im weitesten Sinne mit der Verwundetenpflege zu tun hatten, wurden in vielen deutschen Staaten, besonders anlässlich des Krieges 1870/71 gestiftet; im Offiziersrang stehende Männer bedachte man zumeist mit den verschiedenen Stufen der schon bestehenden Verdienstorden. Eine explizite Auszeichnung zur Würdigung von Tapferkeit bei der Ausübung dieses schweren Dienstes fehlte indessen fast ausnahmslos. Die Ausnahme hiervon machte das Königreich Bayern. Dort erkannte man schon sehr frühzeitig den Wert des Einsatzes von Sanitätssoldaten der Armee bei kriegerischen Auseinandersetzungen, da ein Soldat, der um seine Rettung und Bergung im Falle einer Verwundung wusste, erheblich einsatzwilliger und zuversichtlicher war.
So stiftete König Max I. Joseph bereits im Jahre 1812 das Militär-Sanitäts-Ehrenzeichen, gewissermaßen eine Sonderform der Militärverdienstmedaille, seit 1794 die höchste bayerische Tapferkeitsauszeichnung für Unteroffiziere und einfache Soldaten. Im Laufe des 19. Jahrhunderts erfolgte Veränderungen im Militär-Sanitätswesen, besonders aber die schließlich regelmäßige Verleihung des Offiziersranges an die Militärärzte, erweckte in dem fraglichen Personenkreis den berechtigten Wunsch, ebenso wie alle anderen Offiziere, bei gleicher Tapferkeit, nicht nur mit einer Medaille, sondern mit einem ihrer Dienststellung entsprechenden Ordenskreuz ausgezeichnet zu werden. Trotz wiederholter Vorstöße in dieser Richtung blieb das Ansinnen über Jahrzehnte hinweg unerfüllt. Mit Ausbruch des Weltkrieges trat die Problematik jedoch schlagartig wieder zu Tage.

### Stiftung
König Ludwig III., stiftete noch in den ersten Kriegswochen den Bayerischen Militär-Sanitäts-Orden, um „ausgezeichnete Verdienste, die sich Sanitätsoffiziere der mobilen Armee in der mit eigener Lebensgefahr verbundenen Versorgung und Behandlung verwundeter und kranker Offiziere und Mannschaften auf den Schlachtfeldern und in den Lazaretten des Operationsgebietes, während des Krieges erwerben, zu belohnen“. Die Vergabe des Militär-Sanitäts-Ehrenzeichen von 1812 wurde ab diesem Zeitpunkt eingestellt; Sanitätspersonal im Nicht-Offiziersrang sollte ggf. wieder mit der Militärverdienstmedaille ausgezeichnet werden. Da kein anderer deutscher Staat dem Beispiel Bayerns folgte, blieb dessen Stiftung der einzige deutsche Tapferkeitsorden für Sanitätsoffiziere.

### Verleihungspraxis und Ehrensold
Um Bevorzugungen und Benachteiligungen durch Vorgesetzte weitgehend auszuschließen, wählte man – ähnlich wie auch beim Max-Joseph-Orden – ein recht modernes und praxisbezogenes Verleihungsverfahren: Jedermann der meinte, er habe den Orden verdient, konnte selbst um die Verleihung nachsuchen. Eine Ordenskommission prüfte die Angaben daraufhin gewissenhaft unter Einvernahme von Zeugen und sprach sich gegenüber dem König, der über die Verleihung entschied, für oder gegen die Verleihung aus. Mit dem Orden war ein symbolischer Ehrensold von 600 bzw. 300 Mark jährlich verbunden; eine Belohnung, die durch Übernahme in das Gesetz über Titel, Orden und Ehrenzeichen von 1957, bis in unsere Tage fortlebte. In der Bundesrepublik Deutschland erhielten die noch lebenden Mitglieder des Ordens einen monatlich Ehrensold von DM 25. Überdies entsandte die Bundeswehr (wie zuvor auch die Reichswehr) beim Tod eines Trägers eine Ehrenabordnung, die am Sarge Totenwache hielt und bei der Beerdigung den Orden auf einem Kissen voran trug.

Der Militär-Sanitäts-Orden wurde lediglich 11 mal in der I. und 164 mal in der II. Klasse verliehen und die Ordenskreuze waren bis 1935, nach Ableben des Trägers rückgabepflichtig. 1980, als noch vier Ordensritter lebten, würdigte das Wehrgeschichtliche Museum Rastatt, als staatliche Einrichtung des Bundes, den bayerischen Militär-Sanitäts-Orden, mit der Herausgabe eines Gedenkbüchleins. Darin heißt es im Hinblick auf die durch die Verleihung des Ordens für die Nachwelt festgehaltenen Sachverhalte, die hier nochmals (wie bereits 1928 in Bayerns Goldenem Ehrenbuch) der Öffentlichkeit zugänglich gemacht wurden: 

„Nicht zuletzt sind die 174 namentlichen Einzeldarstellungen beispielgebender Tapferkeit der mit dem Militär-Sanitäts-Orden ausgezeichneten Sanitätsoffiziere geeignet, eine der edelsten soldatischen Tugenden hervorzuheben, nämlich die mit größter Selbstgefährdung verbundene Hilfe für verwundete Kameraden in der vordersten Linie.“

## Ordensdekoration
Das Ordenszeichen ist ein weiß emailliertes, goldgerändertes Kreuz mit nach außen sich verbreiternden Armen. Im dunkelblau emaillierten Medaillon ist die goldene und gekrönte Initiale L (Ludwig) zu sehen. Umschlossen ist das Medaillon von einem weiß emaillierten Reif mit einem Lorbeerkranz und der Jahreszahl 1914 oben. Rückseitig zeigt das Medaillon die goldene Inschrift FÜR VERDIENSTE IM KRIEGE, ebenso umschlossen von dem bereits beschriebenen Reif, allerdings ohne Jahreszahl.
Die II. Klasse ist, abgesehen vom Emaille, aus Silber.

## Trageweise
Das Kreuz der I. Klasse wurde zunächst, wie die II. Klasse, am Band des Militär-Max-Joseph-Ordens (schwarz mit weiß-hellblauen Seitenstreifen) auf der linken Brust getragen, später als Halsorden.